# Hypena nephoptera
Hypena nephoptera là một loài bướm đêm trong họ Erebidae.